# Сакае (Тіба)

35°50′27″ пн. ш. 140°14′38″ сх. д. / 35.84083° пн. ш. 140.24389° сх. д.
Сакае́ (яп. 栄町, さかえまち, МФА: [saka.e mat͡ɕi̥]) — містечко в Японії, в повіті Імба префектури Тіба. Станом на 1 жовтня 2008 площа містечка становила 32,46 км². Станом на 1 січня 2009 населення містечка становило 23 174 осіб.